# Alors on danse
"Alors on danse" (português: Então nós dançamos) é uma música do cantor Stromae, lançada em setembro de 2009 na Bélgica e em fevereiro de 2010 no resto da Europa. O som foi número um de colocação na Bélgica, Áustria, Bulgária, República Checa, Dinamarca, Finlândia, França, Alemanha, Grécia, Itália, Luxemburgo, Países Baixos, Romênia, Eslováquia, e Suíça.
A música ficou muito conhecida no Brasil a partir do  fim de 2010, chegando a ganhar uma sátira da rádio 98 FM, "Afoga o ganso".
Também, o cantor americano Lumidee lançou uma versão cover da música com o rapper Chase Manhattan durante março de 2010, também com Kanye West e Gilbere Forte lançando um remix em agosto de 2010. Em 1 de abril de 2010, "Alors on danse" foi lançado no Canadá, primeiramente em Québec com a NRJ Radio.

## Clipe da música
Dirigido por Jérôme Guiot e Paul Van Haver, o clipe da música Alors on danse inicia com Stromae trabalhando em seu ofício. Depois de um dia de serviço ele aparentemente tenta visitar seu filho, mas chega na casa da sua ex-mulher e ela pede para ele ir embora.
Continua a caminhar na rua, e durante este ato um sem abrigo rouba-lhe o casaco. Então resolve entrar num bar, e à medida que fica bebendo, começa a cantar, o que é seguido pelos companheiros do bar e inclusive do trabalho, o que faz desenrolar o resto do clipe. Já no final do clipe, Stromae é arrastado do bar até seu local de trabalho por um homem.
Do início ao fim, o clipe mostra dois ângulos diferentes.

## Faixas
CD (single)
1. Radio Edit — 3:29
2. Extended Mix — 4:18

CD (single) - Promo 1 (Were)
1. "Alors on danse" — 3:28

CD (single) - Promo 2 (Mercury)
1. "Alors on danse" (Remix) — 2:51

iTunes do Reino Unido - EP
1. "Alors on danse" (feat. Kanye West)  — 3:34
2. "Alors on danse" (feat. Erik Hassle) — 3:28
3. "Alors on danse" (Solo Remix) — 4:10
4. "Alors on danse" (Solo Dub Remix) — 4:09
5. "Alors on danse" (Mowgli Remix) — 6:25

### Certificações
| País        | Certificações | Vendas                     |
| ----------- | ------------- | -------------------------- |
| Bélgica     | 3xPlatinum    | 30,000+[carece de fontes?] |
| Dinamarca   | Platinum      | 15,000+                    |
| Alemanha    | Platinum      | 300,000+                   |
| Reino Unido | Prata         | 200,000                    |
| Itália      | Platinum      | 31,000+[carece de fontes?] |
| Suíça       | Gold          | 20,000+                    |